# Liste von Persönlichkeiten der Stadt Delmenhorst
Die Liste von Persönlichkeiten der Stadt Delmenhorst führt Ehrenbürger, Söhne und Töchter sowie weitere mit der niedersächsischen Stadt Delmenhorst in Verbindung stehende Personen auf.
In der Liste der Bürgermeister von Delmenhorst sind die Amtsinhaber seit dem 15. Jahrhundert aufgeführt.

## Ehrenbürger
- 1928: Erich Koch-Weser (1875–1944), Politiker (DDP), 1901–1909 Bürgermeister von Delmenhorst, später Reichsjustizminister
- 1951: Rudolf Königer (1879–1954), erster Oberbürgermeister der Stadt (1919–1933)
- 1968: Wilhelm von der Heyde (1885–1972), ehem. Oberbürgermeister (1946–1955 und 1956–1968)
- 1985 posthum: Otto Jenzok (1928–1984), 1972 bis zu seinem Tod Oberbürgermeister, CDU-Mitglied
- 1988: Ernst Eckert (1901–1997), ehem. Oberbürgermeister (1968–1972), SPD-Mitglied
- 1991: Jürgen Mehrtens (1912–2003), ehem. Oberstadtdirektor (1969–1977)
- 2002: Jürgen Thölke (1934–2021), (SPD), ehem. Oberbürgermeister (1984–2001)
- 2025: Norbert Boese (SPD), ehemaliger Oberstadtdirektor

## Ehrenbotschafterin
- 2003: Popsängerin Sarah Connor wegen positiver Werbung für ihre Heimatstadt

## Söhne und Töchter der Stadt
- Emilie von Oldenburg-Delmenhorst (1614–1670), Regentin von Schwarzburg-Rudolstadt
- Juliana von Oldenburg-Delmenhorst (1615–1691), Regentin von Württemberg-Weiltingen
- August Kühnel (1645–≈1700), Komponist und Gambist des Barock
- Adam Levin von Witzleben (1688–1745), Jägermeister, Hofbeamter, Landdrost
- Peter Heinrich August Wolff (1792–1865), Uhrmacher und Fotograf
- Anton Barnstedt (1799–1872), Regierungspräsident des Fürstentums Lübeck
- Johann Christian Lürßen (1811–1871), Korkfabrikant, Ratsherr und Abgeordneter des Oldenburger Landtags
- Karl Friederichs (1831–1871), Archäologe
- Arthur Fitger (1840–1909), Maler
- Jan Tut (1846–1931), Zigarrenmacher, Delmenhorster Original und letzter Nachtwächter der Stadt
- Heinrich Carl Hoyer (1849–1919), Fabrikant und Abgeordneter des Oldenburger Landtags
- Albert Mahlstedt (1861–1943), Jurist im Amt Delmenhorst, Bürgermeister von Eutin und Abgeordneter des Oldenburger Landtags
- Johann Schmidt (1870–1949), Jurist und Politiker (SPD)
- Iwan Bloch (1872–1922), Arzt und Sexualforscher
- Hinrich Mählenhoff (1886–1971), Landwirt und Politiker, Landtagsabgeordneter
- Georg Carl Lahusen (1888–1973), Unternehmer
- Hinrich Meyer-Jungclaussen (1888–1970), Landschaftsarchitekt, freiberuflicher Gartengestalter und Landschaftsberater
- August Heinrich Niebour (1889–1929), Richter und Senator in der Freien und Hansestadt Lübeck
- Georg Ahrens (1896–1974), Hamburger Senator und Nationalsozialist
- Grazita Hettinger (1908–2000), Schweizer Theater- und Filmschauspielerin
- Joachim Deumling (1910–2007), in Bungerhof geborener Jurist und SS-Führer
- Otto Lange (1924–2008), Maler und Musiker
- Franz Schübel (1930–2024), Zahnmediziner
- Karin Eickelbaum (1937–2004), Schauspielerin
- Julius Müller (1938–2017), Fuhrunternehmer und Leichtathlet, Olympiateilnehmer
- Hans Frank (1939–2019), Marineoffizier (Vizeadmiral) und Militärschriftsteller
- Irmin Kamp (1940–2024), Professorin für Bildhauerei und Rektorin der Kunstakademie Düsseldorf
- Walter Gerbracht (1942–2019), Fotograf und Politiker (SPD)
- Edith Laudowicz (1946–2024), Diplompädagogin und Autorin vor allem frauenpolitischer Literatur
- Werner Reinke (* 1946), Hörfunkmoderator
- Wiebke Steffen (1946–2017), Kriminologin
- Gerhard Aden (* 1947), Abgeordneter im Landtag Baden-Württemberg
- Reinhard Kuretzky (* 1947), Leichtathlet
- Hans-Heinrich Obuch (1949–2016), Journalist
- Holger Böning (1949–2024), Pressehistoriker und Aufklärungsforscher
- Harro Zimmermann (* 1949), Literaturwissenschaftler und Rundfunkredakteur
- Wolfgang Michels (1951–2017), Musiker, Sänger, Komponist und Autor
- Burkhard Jüttner (* 1952), Fotograf und Bildjournalist
- Mieke Senftleben (* 1952), Politikerin (FDP)
- Bärbel Freudenberg-Pilster (* 1954), Politikerin (FDP)
- Hartmut Neumann (* 1954), Maler, Plastiker und Fotograf
- Volker Wieker (* 1954), Generalinspekteur der Bundeswehr
- Lutz Müller (* 1960), Polizeipräsident der Polizei Bremen
- Annette Schwarz (1962–2020), Politikerin (CDU)
- Christine Hawighorst (* 1963), Staatssekretärin
- Anke Rigbers (* 1963), Haushaltsökonomin
- Gerd U. Auffarth (* 1964), Ärztlicher Direktor der Augenklinik des Universitätsklinikums Heidelberg
- Oliver Blume (* 1964), Zahnarzt und Liedermacher
- Christian Welp (1964–2015), Basketballspieler und Trainer
- Sabine Falkenberg (* 1966), Schauspielerin, Puppenspielerin und Synchronsprecherin
- Frank Posiadly (* 1967), Buchautor und Psychologe
- Claudia Kemfert (* 1968), Umweltökonomin und Energieexpertin
- Katrin Bartschat (* 1970), Leichtathletin
- Michael Hirschfeld (* 1971), Historiker und Autor
- Hüseyin Eroğlu (* 1972), deutsch-türkischer Fußballspieler und -trainer
- Tim Fischer (* 1973), Chansonnier
- Marina Schulze (* 1973), Künstlerin
- Ernst-Marcus Thomas (* 1973), Fernsehmoderator
- Wolf Hamm (* 1974), Maler und Zeichner
- Indra Gerdes (* 1975), Moderatorin und Fernsehschauspielerin
- Tobias Jugelt (* 1975), Schachspieler
- Christian Seibert (* 1975), Pianist
- Christian Dürr (* 1977), Politiker (FDP)
- Kevin Fehling (* 1977), Koch, mit drei Sternen im Guide Michelin ausgezeichnet
- Denis Fischer (* 1978), Chansonnier
- Sarah Connor (* 1980), Pop- und Soul-Sängerin
- Sven Niemeyer (* 1981), Musicaldarsteller, Tänzer, Choreograph
- Deniz Kurku (* 1982), Landtagsabgeordneter von Niedersachsen (SPD)
- Kirsten Kreuzer (* 1983), politische Beamtin
- Christopher Alexander Komm (* 1985), Sänger und Schauspieler
- Sandra Auffarth (* 1986), Vielseitigkeitsreiterin
- Bastian Ernst (* 1987), Politiker (CDU), Mitglied des Deutschen Bundestages
- Lars Hochmann (* 1987), Wirtschaftswissenschaftler und Professor für Transformation und Unternehmung
- Kevin Schindler (* 1988), Fußballspieler
- Musa Karli (* 1990), Fußballspieler
- Lulu Lewe (* 1992), Popsängerin
- Patrick Drewes (* 1993), Fußballtorhüter
- Anna-Lena Freese (* 1994), Leichtathletin
- Ömer Faruk Kalmış (* 1994), Fußballspieler
- Alexandra Meyer (* 1994), Handballspielerin
- Thore Güldner (* 1995), Politiker (SPD)
- Alina Otto (* 1995), Handballspielerin
- Spartak Grigorian (* 1998), Schachspieler

## Personen, die mit der Stadt in Verbindung stehen
- Gerd der Mutige (1430–1500), Herrscher über die Burg Delmenhorst
- Wilke Steding (≈1500–1570), Drost in Delmenhorst und Verteidiger der Burg
- Christian Nicolaus Möllenhof (1698–1748), ab 1735 Pastor in Delmenhorst
- Otto Ernst Oppermann (1764–1851), Arzt und Tierpräparator, später Kreisphysikus
- Carl Friederichs (1797–1862), Richter und Abgeordneter im Oldenburger Landtag
- Peter Heinrich Barleben (1803–1866), Oberamtmann im Amt Delmenhorst
- Johann Heinrich Volkmann (1842–1916), Teilhaber und Vorsitzender des Aufsichtsrates der Nordwolle
- Bernhard Grape (1849–1912), Lehrer und Politiker (Liberal)
- Carl Lahusen (1858–1921), Vorstand der Nordwolle (1888–1921)
- Heinrich Leffers (1865–1936), Kaufmann und Politiker (Zentrum)
- Theodor Ahlrichs (1866–1937), Pastor der ev. Stadtkirchengemeinde Delmenhorst (1907–35)
- Otto Willms (1866–1901), Jurist und Bürgermeister
- Carl Leffers (1869–1929), Kaufmann und Politiker (Zentrum)
- Karl Adolf Schulz (1870–1937), von 1899 bis 1905 Herausgeber der SPD-Zeitung Delmenhorster Volksblatt
- August Jordan (1872–1935), Politiker (SPD), Bürgermeister von 1919 bis 1933
- Erich Koch-Weser (1875–1944), Oberbürgermeister von Delmenhorst (1901–1909), Reichstagsabgeordneter der DDP, Reichsinnenminister (1919–1921) und Reichsjustizminister (1928–1929)
- Heinz Stoffregen (1879–1929), Architekt
- Eduard Schoemer (1881–1962), Gewerkschafter, Politiker (SPD): Stadtrat und MdL (1928/30)
- Fritz Stuckenberg (1881–1944), Maler
- Ludwig Kaufmann (1884–1980), Vorstand und Direktor der Deutschen Linoleum-Werke (1921–56) und Politiker (CDU)
- Heinrich Wagner (1886–1945), Politiker (KPD), Stadtrat und MdL (1931/32)
- Fritz Cropp (1887–1984), Arzt und NS-Beamter
- Adolf Burgert (1888–1952), Gewerkschafter und Politiker der SPD, Landtagsabgeordneter und Oberstadtdirektor
- Henrich Focke (1890–1979), Mitbegründer der Firma Focke-Achgelis in Hoykenkamp (Ganderkesee)
- Otto Gratzki (1895–1976), Widerstandskämpfer, Lehrer
- Walter Többens (1909–1954), Textilunternehmer mit Produktion und Handelsgeschäft
- Anton Eickmeier (1912–1955), Oberbürgermeister
- Albert Goldenstedt (1912–1994), Widerstandskämpfer, Holocaust  Survivor and Victim (United States Holocaust Memorial Museum) , KPD, VVN/BDA, Bauingenieur, Bauunternehmer in Delmenhorst[1]
- Werner Arend (1919–2006), Politiker (SPD), Stadtrat und MdL (1963–1971)
- Ruth Müller (1922–2008), Arbeiterin auf der Nordwolle, Fabrikarbeiterin, Gewerkschafterin, Betriebsrätin,  FrauenOrte Niedersachsen
- Hans-Joachim Hespos (1938–2022), Komponist, gründete 1969 die Konzertreihe 11.11 neue Musik in Delmenhorst
- Franz Cromme (1939–2020), Stadtdirektor und Oberstadtdirektor (1971–1986), Politiker (CDU) und Staatssekretär
- Harald Groth (1943–2025), Politiker (SPD), Oberbürgermeister (1974–76) und MdL (1986–2003)
- Barbara Alms (* 1945), Leiterin der Städtischen Galerie Delmenhorst (1989–2010)
- Gerhard Kaldewei (* 1951), Leiter des Nordwestdeutschen Museums für Industriekultur, Delmenhorst von 1994 bis 2011
- Holger Ortel (* 1951), Bundestagsabgeordneter der SPD (Legislaturperioden 1998, 2002, 2005)
- Horst Bösing (* 1954), Komponist und Musikproduzent
- Axel Jahnz (* 1957), Oberbürgermeister von 2014 bis 2021, SPD
- Susanne Mittag (* 1958), Bundestagsabgeordnete der SPD (seit 2013)
- Sven Regener (* 1961), Musiker bei Element of Crime, welche 2005 die Maxi-Single Delmenhorst veröffentlichten,[2][3] Schriftsteller und Drehbuchautor
- Patrick de La Lanne (* 1962), Oberbürgermeister von 2006 bis 2014 (SPD, jetzt parteilos), Leiter der Finanzabteilung der Evangelisch-Lutherischen Kirche in Bayern
- Swantje Hartmann (* 1973), Politikerin (SPD, dann CDU), MdL
- Florian Kohfeldt (* 1982), ehemaliger Fußballtrainer bei Werder Bremen
- Mario Müller (* 1988), Neonazi und Teilnehmer beim Treffen von Rechtsextremisten in Potsdam 2023